# Adolf Müller (Politiker, 1935)
Adolf Müller (* 4. September 1935 in Oberrieden) ist ein deutscher Verwaltungsjurist und Kommunalpolitiker (CSU).

## Werdegang
Müller kam nach Studium der Rechtswissenschaften 1966 an das Landratsamt Marktoberdorf. Nach Bildung des Landkreises Ostallgäu am 1. Juli 1972 im Rahmen der Gebietsreform wurde er zum ersten Landrat gewählt. Er wurde vier Mal im Amt bestätigt. 2002 ging er in den Ruhestand. In seine Amtszeit fallen wichtige Entscheidungen zum Ausbau der Infrastruktur.
Müller ist Mitglied der katholischen Studentenverbindung K.B.St.V. Rhaetia München.

## Ehrungen
- 1984: Verdienstkreuz am Bande der Bundesrepublik Deutschland
- 1993: Verdienstkreuz 1. Klasse der Bundesrepublik Deutschland
- Bayerischer Verdienstorden